# جزایر تورنتو

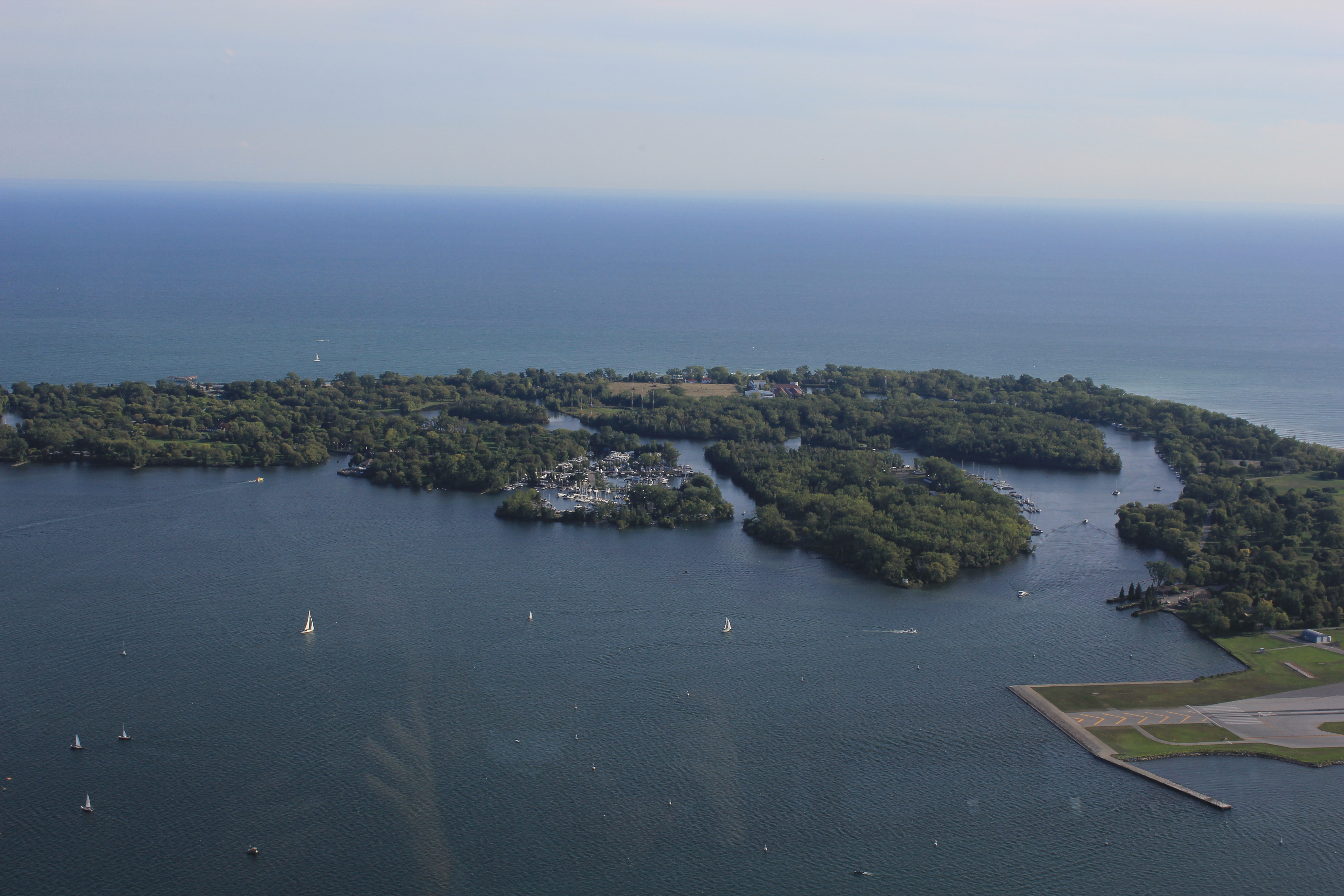
نمایی از جزایر تورنتو از برج سی‌ان. این جزایر داخل بندر تورنتو را از باقی دریاچه انتاریو جدا می‌کند.

جزایر تورنتو (انگلیسی: Toronto Islands) زنجیره‌ای از جزیره‌های کوچک در دریاچه انتاریو است که در جنوب سرزمین اصلی تورنتو واقع در انتاریوی کانادا قرار دارد. این جزایر درست کنار ساحل مرکز شهر تورنتو قرار دارند و پناهی برای بندر تورنتو هستند. فرودگاه شهری بیلی بیشاپ تورنتو در این جزایر قرار دارد و چند ساحل، پارک و کلاب نیز در آن وجود دارد.

سراسرنمایی از داون‌تاون شهر تورنتو که از جزایر تورنتو عکس‌برداری شده‌است. داون‌تاون تورنتو، مرکز تجاری و اداری است و دارای جاذبه‌های گردشگری متنوعی است.

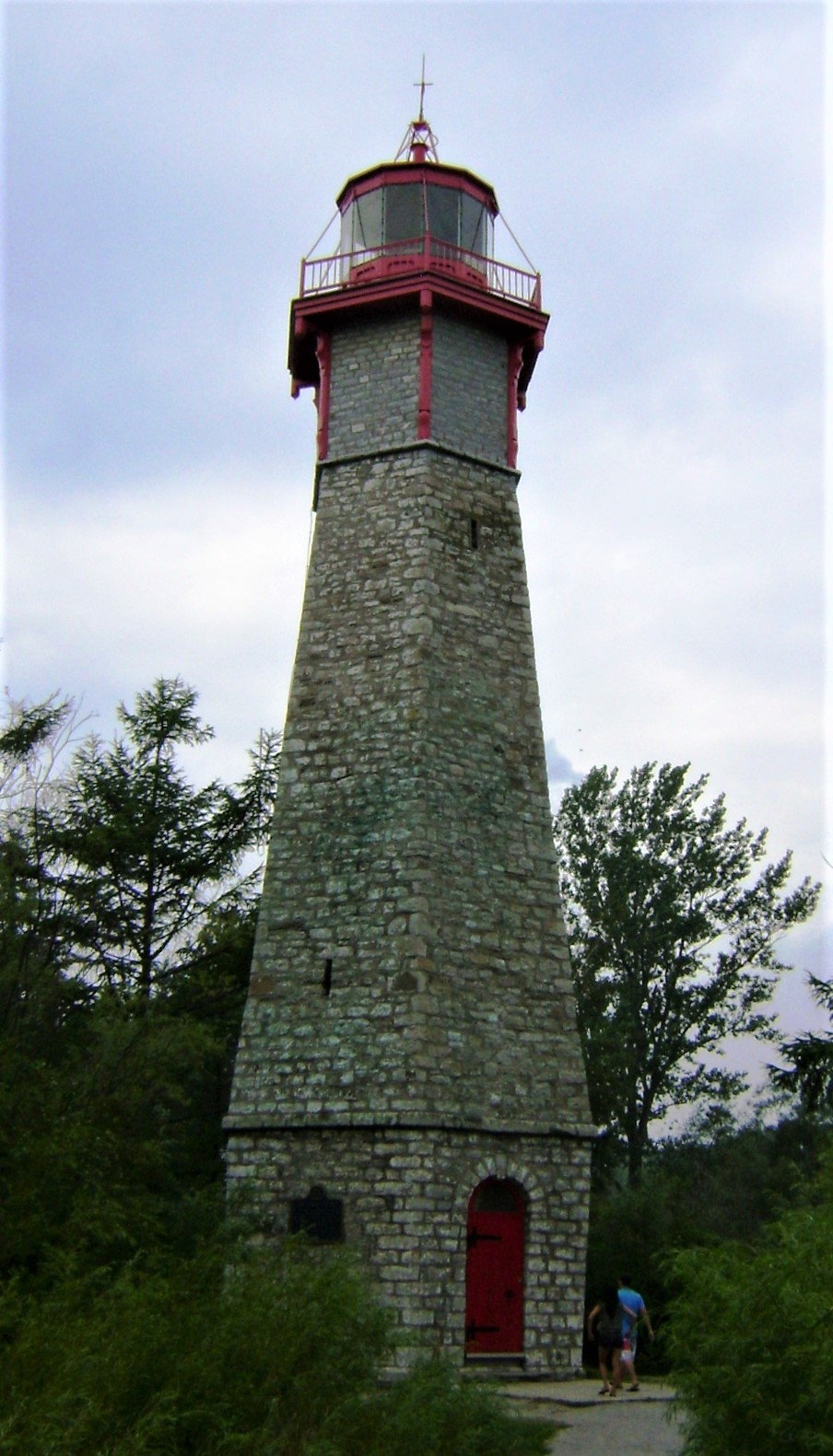
فانوس دریایی در جزایر تورنتو